# Morti nel 2006/Febbraio
| Questa pagina contiene informazioni ricavate automaticamente dalle voci biografiche con l'ausilio del template Bio e di un bot. L'aggiornamento è periodico e automatico e ricostruisce completamente la pagina. Se manca una persona in questa lista, sei pregato di non aggiungerla, ma accertati piuttosto che la sua voce biografica contenga il template Bio e che i dati anagrafici siano correttamente compilati. Se il template Bio manca, inseriscilo tu stesso o, in alternativa, metti l'avviso {{tmp\|Bio}} che ne segnala la mancanza. Se i dati riportati sono sbagliati, correggi direttamente la voce biografica; le modifiche saranno visibili in questa lista entro pochi giorni. Per chiarimenti vedi il progetto biografie. La lista contiene solo le 139 persone che sono citate nell'enciclopedia e per le quali è stato implementato correttamente il template Bio. Pagina aggiornata al 18 ago 2025. |

- 1º febbraio - Luis Costales, poeta, filosofo e politico ecuadoriano (n. 1926)
- 1º febbraio - René Gardien, calciatore francese (n. 1928)
- 1º febbraio - Samuel Pearson Goddard Jr., politico statunitense (n. 1919)
- 1º febbraio - Rinaldo Magnani, politico italiano (n. 1930)
- 1º febbraio - Dick Bass, giocatore di football americano statunitense (n. 1937)
- 2 febbraio - Giuseppe Cittadini, politico italiano (n. 1926)
- 2 febbraio - Guglielmo Letteri, fumettista italiano (n. 1926)
- 2 febbraio - Franco Rossi, hockeista su ghiaccio e dirigente sportivo italiano (n. 1916)
- 3 febbraio - Rufino Bernedo, cestista cileno (n. 1926)
- 3 febbraio - Marquard Bohm, attore tedesco (n. 1941)
- 3 febbraio - Walerian Borowczyk, regista polacco (n. 1923)
- 3 febbraio - Erasmo Buzzacchi, fumettista italiano (n. 1930)
- 3 febbraio - Jean Byron, attrice statunitense (n. 1925)
- 3 febbraio - Ivan Choma, vescovo cattolico ucraino (n. 1923)
- 3 febbraio - Louis Jones, velocista statunitense (n. 1932)
- 3 febbraio - Reinhart Koselleck, filosofo e storico tedesco (n. 1923)
- 3 febbraio - Al Lewis, attore statunitense (n. 1923)
- 3 febbraio - Romano Mussolini, pianista, compositore e pittore italiano (n. 1927)
- 3 febbraio - Angiolina Quinterno, doppiatrice, attrice e conduttrice radiofonica italiana (n. 1932)
- 3 febbraio - Rafael Salamovich, cestista cileno (n. 1915)
- 4 febbraio - Jenő Dalnoki, calciatore e allenatore di calcio ungherese (n. 1932)
- 4 febbraio - Siegfried Engel, militare e criminale tedesco (n. 1909)
- 4 febbraio - Betty Friedan, attivista statunitense (n. 1921)
- 4 febbraio - Aventino Pavese, calciatore italiano (n. 1920)
- 5 febbraio - Franklin Cover, attore statunitense (n. 1928)
- 5 febbraio - Raffaella De Vita, cantautrice e attrice italiana (n. 1942)
- 5 febbraio - Andrea Santoro, prete italiano (n. 1945)
- 6 febbraio - Danilo De' Cocci, avvocato e politico italiano (n. 1916)
- 6 febbraio - Pedro Gonzalez Gonzalez, attore statunitense (n. 1925)
- 6 febbraio - Franco Tedeschi, politico italiano (n. 1922)
- 6 febbraio - Antonio Maria Travia, arcivescovo cattolico italiano (n. 1914)
- 6 febbraio - Karl von Wendt, pilota automobilistico tedesco (n. 1937)
- 7 febbraio - Dürrüşehvar Sultan, principessa ottomana (n. 1914)
- 7 febbraio - Ibrahim Kodra, pittore albanese (n. 1918)
- 7 febbraio - Gérald Piaget, cestista svizzero
- 7 febbraio - Alberto Terry, calciatore peruviano (n. 1929)
- 8 febbraio - Pier Gildo Bianchi, patologo, poeta e conduttore televisivo italiano (n. 1920)
- 8 febbraio - Larry Black, velocista statunitense (n. 1951)
- 8 febbraio - Elton Dean, sassofonista britannico (n. 1945)
- 8 febbraio - Michael Gilbert, scrittore britannico (n. 1912)
- 8 febbraio - Ron Greenwood, calciatore e allenatore di calcio inglese (n. 1921)
- 8 febbraio - Mike Hunter, pugile statunitense (n. 1959)
- 8 febbraio - Akira Ifukube, compositore giapponese (n. 1914)
- 8 febbraio - Ipoustéguy, scultore, pittore e disegnatore francese (n. 1920)
- 8 febbraio - Mado Supt, cestista francese (n. 1934)
- 9 febbraio - Phil Brown, attore statunitense (n. 1916)
- 9 febbraio - Gilles Kahn, informatico francese (n. 1946)
- 9 febbraio - Nadira, attrice indiana (n. 1932)
- 9 febbraio - Jorma Vaihela, calciatore finlandese (n. 1925)
- 10 febbraio - Karel Bělohradský, cestista cecoslovacco (n. 1926)
- 10 febbraio - Severino Citaristi, politico italiano (n. 1921)
- 10 febbraio - Ibolya Csák, altista ungherese (n. 1915)
- 10 febbraio - Fernando Pereira de Freitas, cestista brasiliano (n. 1934)
- 10 febbraio - Norman Edward Shumway, cardiochirurgo statunitense (n. 1923)
- 10 febbraio - André Strappe, calciatore e allenatore di calcio francese (n. 1928)
- 10 febbraio - J Dilla, disc jockey, polistrumentista e rapper statunitense (n. 1974)
- 11 febbraio - Peter Benchley, giornalista, scrittore e sceneggiatore statunitense (n. 1940)
- 11 febbraio - Ken Fletcher, tennista australiano (n. 1940)
- 11 febbraio - Frans Leenen, ciclista su strada belga (n. 1919)
- 11 febbraio - Altynbek Sársenbaev, politico kazako (n. 1962)
- 12 febbraio - Charis Juničev, nuotatore sovietico (n. 1931)
- 12 febbraio - Korbinian Viechter, militare tedesco (n. 1914)
- 13 febbraio - Ilan Halimi, francese (n. 1982)
- 13 febbraio - Andreas Katsulas, attore statunitense (n. 1946)
- 13 febbraio - Paolo Marton, fotografo italiano (n. 1932)
- 13 febbraio - Charles Ortega, artista francese (n. 1925)
- 13 febbraio - Peter Frederick Strawson, filosofo inglese (n. 1919)
- 13 febbraio - Joseph Ujlaki, calciatore ungherese (n. 1929)
- 14 febbraio - Steve Bracey, cestista statunitense (n. 1950)
- 14 febbraio - Yehuda Chitrik, filosofo, mistico e scrittore russo (n. 1899)
- 14 febbraio - Darry Cowl, attore e musicista francese (n. 1925)
- 14 febbraio - Shoshana Damari, cantante e attrice israeliana (n. 1923)
- 14 febbraio - Jimmy Lanza, mafioso italiano (n. 1902)
- 15 febbraio - Divo Barsotti, monaco cristiano, presbitero e scrittore italiano (n. 1914)
- 15 febbraio - Alessandro Canestrari, politico e partigiano italiano (n. 1915)
- 15 febbraio - Anna Marly, cantante francese (n. 1917)
- 15 febbraio - Christian de la Mazière, giornalista francese (n. 1922)
- 16 febbraio - Gennadij Cygankov, hockeista su ghiaccio sovietico (n. 1947)
- 16 febbraio - Erna Flegel, infermiera tedesca (n. 1911)
- 16 febbraio - Johnny Grunge, wrestler statunitense (n. 1966)
- 16 febbraio - Jan Janbroers, allenatore di pallacanestro olandese (n. 1928)
- 16 febbraio - Adolfo Mazzini, cestista italiano (n. 1909)
- 16 febbraio - Giovanni Battista Scaglia, politico italiano (n. 1910)
- 16 febbraio - Ernie Stautner, giocatore di football americano e allenatore di football americano tedesco (n. 1925)
- 17 febbraio - Ray Barretto, percussionista statunitense (n. 1929)
- 17 febbraio - Paul Carr, attore statunitense (n. 1934)
- 17 febbraio - Jorge Mendonça, calciatore brasiliano (n. 1954)
- 18 febbraio - Richard Bright, attore statunitense (n. 1937)
- 18 febbraio - Ratmir Cholmov, scacchista russo (n. 1925)
- 18 febbraio - Sabri Ergun, ingegnere chimico turco (n. 1918)
- 18 febbraio - Giovanni Gandini, editore, scrittore e disegnatore italiano (n. 1929)
- 18 febbraio - Romano Gandolfi, direttore di coro e direttore d'orchestra italiano (n. 1934)
- 18 febbraio - Charles Leonard, pentatleta statunitense (n. 1913)
- 18 febbraio - Alexander Ramati, scrittore, sceneggiatore e regista polacco (n. 1921)
- 19 febbraio - Angelo Brignole, ciclista su strada italiano (n. 1924)
- 19 febbraio - Godtfred Holmvang, multiplista norvegese (n. 1917)
- 19 febbraio - Wi Kuki Kaa, attore neozelandese (n. 1938)
- 19 febbraio - Isidoro Urra, calciatore spagnolo (n. 1916)
- 20 febbraio - Catherine Binet, regista francese (n. 1944)
- 20 febbraio - Luca Coscioni, politico e attivista italiano (n. 1967)
- 20 febbraio - Ion Drîmbă, schermidore rumeno (n. 1942)
- 20 febbraio - John Exner, psicologo statunitense (n. 1928)
- 20 febbraio - Paul Marcinkus, arcivescovo cattolico statunitense (n. 1922)
- 20 febbraio - Gianni Rocca, giornalista italiano (n. 1927)
- 21 febbraio - Gennadij Ajgi, poeta russo (n. 1934)
- 21 febbraio - Mirko Marjanović, politico serbo (n. 1937)
- 21 febbraio - Angelica Rozeanu, tennistavolista rumena (n. 1921)
- 22 febbraio - Hilde Domin, poetessa e scrittrice tedesca (n. 1909)
- 22 febbraio - Suzan Kahramaner, matematica turca (n. 1913)
- 22 febbraio - Richard Wawro, pittore britannico (n. 1952)
- 23 febbraio - Benno Besson, regista teatrale svizzero (n. 1922)
- 23 febbraio - Frederick Busch, scrittore statunitense (n. 1941)
- 23 febbraio - Said Mohamed Djohar, politico comoriano (n. 1918)
- 23 febbraio - Andrejs Eglītis, scrittore lettone (n. 1912)
- 23 febbraio - Antonio Rodotà, ingegnere e dirigente d'azienda italiano (n. 1935)
- 23 febbraio - Andrea Spione, trombettista, compositore e direttore d'orchestra italiano (n. 1938)
- 23 febbraio - Telmo Zarra, calciatore spagnolo (n. 1921)
- 24 febbraio - Clelia Bernacchi, attrice e doppiatrice italiana (n. 1910)
- 24 febbraio - Octavia E. Butler, scrittrice statunitense (n. 1947)
- 24 febbraio - Tutoatasi Fakafanua, politico tongano (n. 1962)
- 24 febbraio - Claudio Gallico, direttore d'orchestra, clavicembalista e musicologo italiano (n. 1929)
- 24 febbraio - Don Knotts, attore, comico e doppiatore statunitense (n. 1924)
- 24 febbraio - Alf Marholm, attore e doppiatore tedesco (n. 1918)
- 24 febbraio - Dennis Weaver, attore statunitense (n. 1924)
- 25 febbraio - Tsegaye Gabre-Medhin, poeta, scrittore e drammaturgo etiope (n. 1936)
- 25 febbraio - Darren McGavin, attore statunitense (n. 1922)
- 25 febbraio - Daniele Oppi, pittore e pubblicitario italiano (n. 1932)
- 26 febbraio - Nicola Neonato, pittore e scultore italiano (n. 1912)
- 26 febbraio - Charlie Wayman, calciatore inglese (n. 1922)
- 27 febbraio - Thérèse Sita-Bella, regista cinematografica e giornalista camerunese (n. 1933)
- 27 febbraio - Ferenc Bene, calciatore e allenatore di calcio ungherese (n. 1944)
- 27 febbraio - Paolo Corradini, chimico italiano (n. 1930)
- 27 febbraio - Alessandro D'Agostini, arbitro di calcio italiano (n. 1922)
- 27 febbraio - Clarence Max Fowler, fisico statunitense (n. 1918)
- 27 febbraio - Albert Nightingale, calciatore inglese (n. 1923)
- 27 febbraio - Giulio Salierno, sociologo e scrittore italiano (n. 1935)
- 27 febbraio - Evgenij Samojlov, attore sovietico (n. 1912)
- 28 febbraio - Alberto Amato, cantante e attore italiano (n. 1912)
- 28 febbraio - Owen Chamberlain, fisico statunitense (n. 1920)